# Орпик, Брукс
Брукс Ри́чард О́рпик (англ. Brooks Richard Orpik; 26 сентября 1980, Сан-Франциско, Калифорния, США) — американский хоккеист, игравший на позиции защитника. С 2019 года является тренером по развитию игроков в клубе Национальной хоккейной лиги (НХЛ) «Вашингтон Кэпиталз». Обладатель Кубка Стэнли 2009 в составе «Питтсбург Пингвинз» и 2018 в составе «Вашингтон Кэпиталз».

## Карьера

### Ранние годы
Родители назвали будущего хоккеиста в честь легендарного тренера сборной США по хоккею Херба Брукса.
Орпик вырос в Амхерсте, пригороде Буффало, штат Нью-Йорк, где посещал частную школу «Николс Скул». Он продолжил своё обучение в частной Академии Тайер в Брейнтри в штате Массачусетс. Затем Брукс учился в Бостонском колледже и три сезона играл за студенческую команду «Бостон Колледж Иглз», выиграв с ней конференцию Hockey East в 1999 и 2001 годах и Чемпионат мира NCAA в 2001.

### Клубная карьера
Орпик был выбран «Питтсбург Пингвинз» на драфте НХЛ 2000 года в первом раунде под общим 18-м номером. Свою профессиональную карьеру Брукс начал в сезоне 2001/02, играя за фарм-клуб «Уилкс-Барре/Скрэнтон Пингвинз» в Американской хоккейной лиге (АХЛ).
Орпик дебютировал в НХЛ в сезоне 2002/03, сыграв 6 игр и не заработав ни одного очка. В следующем сезоне Брукс получил постоянное место в составе «Питтсбурга» и провёл уже 79 матчей, забив 1 шайбу и сделав 9 результативных передач. В составе «Пингвинз» принял участие в Матче молодых звезд НХЛ в 2004 году.
Летом 2008 года хоккеист подписал новый шестилетний контракт с «Питтсбуром» на сумму $ 22,5 млн. В октябре 2008 года он был временно назначен капитаном команды вместо травмированного Сергея Гончара.
В сезоне 2008/09 Орпик в составе «Пингвинов» стал обладателем Кубка Стэнли («Пингвинз» обыграли «Детройт Ред Уингз» в 7-й игре).
17 декабря 2011 года Брукс записал на свой счет сотое очко за карьеру, ассистировав Евгению Малкину.
11 мая 2013 года защитник забил победный гол в овертайме 6-й игры в ворота «Нью-Йорк Айлендерс», и «Питтсбург» вышел во второй тур плей-офф Кубка Стэнли. 
7 декабря 2013 года во время игры Орпик ударил форварда «Бостон Брюинс» Луи Эрикссона, в результате чего последний получил сотрясение мозга. Одноклубник Эрикссона Шон Торнтон нанёс Орпику несколько ударов, после чего Брукс остался лежать на льду. В итоге он не доиграл матч и был доставлен в больницу.
1 июля 2014 года Орпик подписал пятилетний контракт с клубом «Вашингтон Кэпиталз» на сумму $ 27,5 млн.
За сезон 2014/15, ставший для него первым в составе «Кэпиталз», Брукс отдал 19 голевых передач и заработал коэффициент полезности «+5» в 76 играх.
В сезоне 2015/16 защитник пропустил 40 игр из-за травмы руки. В феврале Орпик забил свой первый победный гол в НХЛ в конце матча с «Нью-Джерси Дэвилз», а чуть позднее в матче с «Монреаль Канадиенс» (3:4) достиг отметки в 800 матчей за карьеру в НХЛ.
В сезоне 2017/18 во второй раз в карьере и впервые в составе «Кэпиталз» выиграл Кубок Стэнли. В плей-офф забросил первую за 3 года шайбу — во 2-м матче финала против «Вегас Голден Найтс» в ворота Марка-Андре Флёри — которая принесла «Вашингтону» первую победу в серии со счётом 3:2. По итогам матчей на вылет стал лучшим игроком по показателю полезности (+17), вторым по силовым приёмам (88) после Тома Уилсона (100), заблокированным броскам (50) после Мэтта Нисканена (57) и общему времени, проведённому в меньшинстве (78:00), после Дерика Энгелланда (80:09).
По окончании сезона из-за проблем с потолком зарплат у «Вашингтона» вместе с Филиппом Грубауэром был обменян в «Колорадо Эвеланш» на выбор во 2 раунде драфта 2018, но «Эвеланш» сразу же выкупили последний год контракта Орпика. 24 июля 2018 года было объявлено о подписании однолетнего контракта с «Вашингтоном».

### Международная карьера
В 1999 году Орпик принимал участие в молодёжном Чемпионате мира в Стокгольме, Швеция.
В 2009 году был приглашен в основную сборную США по хоккею. В 2010 году играл за сборную на Олимпийских играх в Ванкувере и стал серебряным призёром Олимпиады.

## Статистика
| Легенда | Легенда                    | Легенда | Легенда                   | Легенда | Легенда    |
| ------- | -------------------------- | ------- | ------------------------- | ------- | ---------- |
| И       | Количество проведённых игр | Штр     | Штрафное время            | +/−     | Плюс-минус |
| Г       | Голы                       | П       | Голевые передачи          | О       | Очки       |
| -       | Статистика неизвестна      | —       | Статистика не учитывалась |         |            |

## Достижения
| Год        | Команда             | Достижение                           | Достижение |
| ---------- | ------------------- | ------------------------------------ | ---------- |
| 1999, 2001 | Бостон Колледж Иглз | Чемпион Hockey East (2)              |            |
| 2001       | Бостон Колледж Иглз | Победитель турнира NCAA Championship |            |
| 2009       | Питтсбург Пингвинз  | Обладатель Кубка Стэнли (2)          |            |
| 2018       | Вашингтон Кэпиталз  | Обладатель Кубка Стэнли (2)          |            |
| 2010       | США                 | Серебряный призёр Олимпийских игр    |            |

| Год  | Команда            | Достижение                       | Достижение |
| ---- | ------------------ | -------------------------------- | ---------- |
| 2004 | Питтсбург Пингвинз | Участник Матча молодых звёзд НХЛ |            |